# Спадщина чарівника Бахрама
«Спадщина чарівника Бахрама» — анімаційний фільм Романа Качанова.

## Сюжет
Звичайну радянську школярку Машу крадуть підземний чарівник Бахрам і його слуга. Бахрам вже старий і йому потрібен спадкоємець для продовження справи. А дурний слуга притягнув дівчинку, яка йому ще й дуже сподобалася. Маша дуже не хотіла залишатися і не спокусилася ні на чудеса, ні на чарівництво, хоча підземний чарівник виявився непоганою людиною.

## Творці
- Режисер: Роман Качанов
- Сценарій: Роман Качанов, Едуард Успенський
- Художник-постановник: Олена Пророкова
- Кінооператор: Борис Котов
- Композитор: Михайло Меєрович
- Звукооператор: Георгій Мартинюк
- Ролі озвучували:
  - Георгій Віцин
  - Василь Ліванов
  - Марія Виноградова